# Martine Pratte
Pour les articles homonymes, voir Pratte.
Martine Pratte est une parolière et autrice québécoise.

## Biographie
Comédienne professionnelle dès l'âge de neuf ans, Martine Pratte a été l'une des plus jeunes membres actives de l'Union des Artistes en 1970. Après avoir foulé les planches auprès de comédiens de renom (Janine Sutto, Denise Pelletier, Guy Provost) et tourné dans quelques films, elle s'est mise à l'écriture.
Ses premiers coups de plume vont au concours littéraires de la revue Lurelu, concours qu'elle remporte en 1997 ("Une rencontre pas ordinaire" Lurelu, édition automne 1997). Dans cette même année, elle publie un premier roman chez Lanctôt éditeur. Comme l'écriture comporte plusieurs facettes, Martine Pratte découvre l'univers de la chanson et devient parolière.
Ses collaborateurs à la composition ont pour nom Corey Hart, Marc Dupré, Richard Séguin, Louis-Jean Cormier... Et de grands interprètes de la chanson québécoise chantent ses mots: Ginette Reno, Renée Martel, Bruno Pelletier, Marie Denise Pelletier, Marc Hervieux... En 2008, Martine élargit son champ d'action et fait un saut de l'autre côté de l'Atlantique. Elle a un premier titre sur étiquette Universal/Mercury pour le chanteur Olivier Miller. Et en 2010, le chanteur Nicolas Ghetti (protégé de Garou) lui demande de signer un texte sur son troisième album.
Depuis quelques années, Martine Pratte s'implique particulièrement pour que les paroliers soient de plus en plus reconnus auprès du public et de l'industrie.
En septembre 2024, elle devient lauréate du prix Luc Plamondon remis par la Fondation SPACQ et Ici Musique et qui récompense l'excellent travail en carrière d'un parolier. Le 2 novembre 2024, le Journal de Montréal écrit un dossier sur les paroliers du Québec en faisant mention des 11 plus importants. Martine Pratte arrive en 5e rang, entourée de Mouffe, Luc Plamondon, Stéphane Venne, etc...  

## Filmographie
- Les Ordres de Michel Brault (gagnant du prix de la mise en scène à Cannes)
- Parlez-nous d'amour de Jean-Claude Lord
- L'homme à tout faire de Micheline Lanctôt
- Panique de Jean-Claude Lord
- La dernière neige d'André Théberge (production ONF)
- Un fait accompli d'André Théberge (production ONF)

## Œuvres littéraire
- Janis pour les intimes Lanctôt éditeur, automne 1997
- Enfant actrice, parents toxiques Pratico éditions, automne 2021
- Textes d'une parolière inconnue Éditions DLDR, automne 2021
- Julien, Juliette et une petite robe noire... Pratico éditions, printemps 2022
- Fuir le maelström Éditions du Tullinois, automne 2024

## Chansons
- Malgré les larmes pour Marie-Pier Perreault
- Nos combats pour Marie Carmen
- Prendre ma place pour Aimée Kassi
- Six milliards (coécrit avec Aimée Kassi et Face T) pour Aimée Kassi
- Je joue le jeu pour Olivier Miller
- Autant que toi pour Bruno Pelletier
- J'ai soixante-deux ans pour Ginette Reno
- Sous l'abîme pour Ginette Reno
- Deux sexes sur la Terre pour Nicolas Ghetti
- Et si tu m'aimes pour Marie-Denise Pelletier
- Mais si tu t'en vas pour Marie-Denise Pelletier

- Nos trois anges pour Marc Hervieux
- Faire confiance à la vie pour Renée Martel
- Des kilomètres (coécrit avec Bruno Pelletier) pour Bruno Pelletier
- Cité des anges pour Maxime McGraw
- Y a des matins pour Maxime McGraw
- Il fallait fuir pour Marie-Pier Perreault
- Pourquoi mentir pour Alicia Moffet
- Dix mille chevaux (adaptation deTen thousand horses) pour Corey Hart et Julie Masse
- Te dire je t'aime pour Marc Hervieux
- Amour Volcan pour Marc Hervieux
- Mon repère pour Marc Hervieux
- On n'y peut rien pour Maxime McGraw
- Évidemment pour Mélissa Bédard
- Le parcours pour Joannie Benoît
- Retrouver sa route pour Mathieu Langevin
- Son coeur à la soudure pour Joanie Benoît
- Je roule encore pour Shigawake
- Ma façon à moi pour Céleste Lévis
- Où le vent soufflera pour Renée Martel
- Elle s'appelait Mahsa pour Marie Denise Pelletier
- Cette femme là pour Marie Denise Pelletier
- L'air du large pour Capsayé
- Mon grand-père pour Capsayé
- Ma seule vérité pour Mélissa Bédard
- Pour la vie pour Mélissa Bédard
- Y-a-t-il un coin ? pour Mélissa Bédard
- Mes racines pour Matthew Mak Laurence
- Loin là-bas pour Paul Daraîche